# بي خين
بي خين (البورمية: ခင် ခင် ؛ 27 أغسطس 1912 - 25 فبراير 2004) كان أهم مفاوض ومهندس لمعاهدة بانغلونغ التاريخية في بورما. حتى أن القائد أون سان كان يشعر بخيبة أمل من نجاح المفاوضات، واستسلم وقرر أن يستعيد الرحلة (من ولاية شان التي تم عقد المفاوضات فيها) إلى رانغون في ذلك المساء. ولكن قام بي خين بأقناع الجنرال أون سان بالبقاء ليلة واحدة والسماح له بالتفاوض مع قادة الأقليات العرقية. تفاوض بي خين بنجاح مع قادة العرقيات يو أونغ زان واي، وبو خين مَونغ غالاي، ويو بي خين، وبو همو أونغ، والسير مونغ جي، ود. سين ماي مونغ، وميوما يو ثان كيوي للتوصل إلى اتفاق بشأن هذه المعاهدة الأكثر أهمية في بورما، والتي كانت الأساس لتشكيل اتحاد بورما الذي يؤدي إلى استقلالها عن البريطانيين. يتم الاحتفال بهذا اليوم في 12 فبراير «يوم الاتحاد».

## النشأة
ولد في قرية سويهيمان، بياوبوي بلدة ماندالاي في شعبة A.A. خان (يو بو غالاي) وداو توك في 27 أغسطس 1912. درس باللغة الأردية في مدرسة قرية سويهيمان الابتدائية واجتاز الاختبار القياسي الرابع.
اجتاز المستوى السابع من مدرسة ويسليان بيووبوي وحصل على الشهادة الثانويّة من مدرسة كيلي، في ماندالاي. أقام في نُزل باغو جنبًا إلى جنب مع القائد أون سان وحصل على B.A.، B.L. من جامعة رانغون. بدأ العمل في مكتب العمل في حقل تشوك للبترول عام 1938.

## السياسة
في يناير 1946، حضر المؤتمر الأول لرابطة الحرية الشعبية المناهضة للفاشية أو AFPFL كمندوب لالمؤتمر الإسلامي البورمي. بي خين، اقترح (الاقتراح رقم 7) أن تتحد المناطق الحدودية والجماعات العرقية مع الحكومة البورمية المؤقتة لتحقيق الاستقلال. أصبح هذه الأقتراح بذرة لاتفاقية مؤتمر بانغلونغ الشهيرة. أصبح عضوًا تنفيذيًا مركزيًا في حزب AFPFL وعُين كسكرتير لـ AFPFL للأقليات العرقية في بورما. تم انتخابه كعضو في البرلمان من FPFL مُمثلًا عن بلدة فاو بول في انتخابات الجمعية التأسيسية في أبريل 1947. لقد كان من جماعات الضغط الرئيسية التي كانت خلف الرسالة التي وجهها قادة ماندالاي التي طالبة من الجنرال أونغ سان تعيين يو رزاق لمنصب مجلس الوزراء. وقد تأكدت في نهاية المطاف شعبية الـ AFPFL ، التي يهيمن عليها أون سان والاشتراكيون، عندما فاز الحزب بانتصار ساحق في انتخابات الجمعية التأسيسية في أبريل 1947. بعد يو ساو (رئيس وزراء بورما البريطانية)، رئيس وزراء بورما المحافظ قبل الحرب، صمم عملية اغتيال أونغ سان والعديد من أعضاء حكومته أثناء اجتماعه في الأمانة العامة في 19 يوليو 1947 أصبح يو بي خين وزيراً للحكومة الجديدة التي شكلها ثاكين نو.

## السلك الدبلوماسي
عُين بي خين كأول سفير لبورما في باكستان في عام 1947. ثم عُين سفيراً في تايلاند من 1953 إلى 1956 (الفلبين وكمبوديا ولاوس). في عام 1964 تم نقله إلى الاتحاد السوفيتي (تشيكوسلوفاكيا، بولندا، ماليزيا) وفي عام 1966 عُين سفيرًا لسنغافورة، بعد 25 عامًا من الخدمة الدبلوماسية تقاعد في عام 1972.

## الأنشطة في المنظمات غير الحكومية
نشط في المؤتمر الإسلامي البورمي مع يو رزاق وخين مونغ لات منذ عام 1945. رعى المجلس الإسلامي في بورما والمنظمة البورمية الإسلامية. شارك بصفته مفوض في رسم الدستور الجديد.

## الكتب المنشورة
- بانغلونغ، قصة داخلية
- اتفاقية AFPFL
- بذور مؤتمر بانغلونغ
- بورما وسياسة عدم الانحياز
- ومقالات عديدة باللغة الإنجليزية والبورمية[14]